# ساری‌قایه، گنجه
ساری‌قایه، گنجه (به ترکی آذربایجانی: Sary-Kaya) یک منطقهٔ مسکونی در جمهوری آذربایجان است که در گنجه واقع شده‌است.